# 조리개

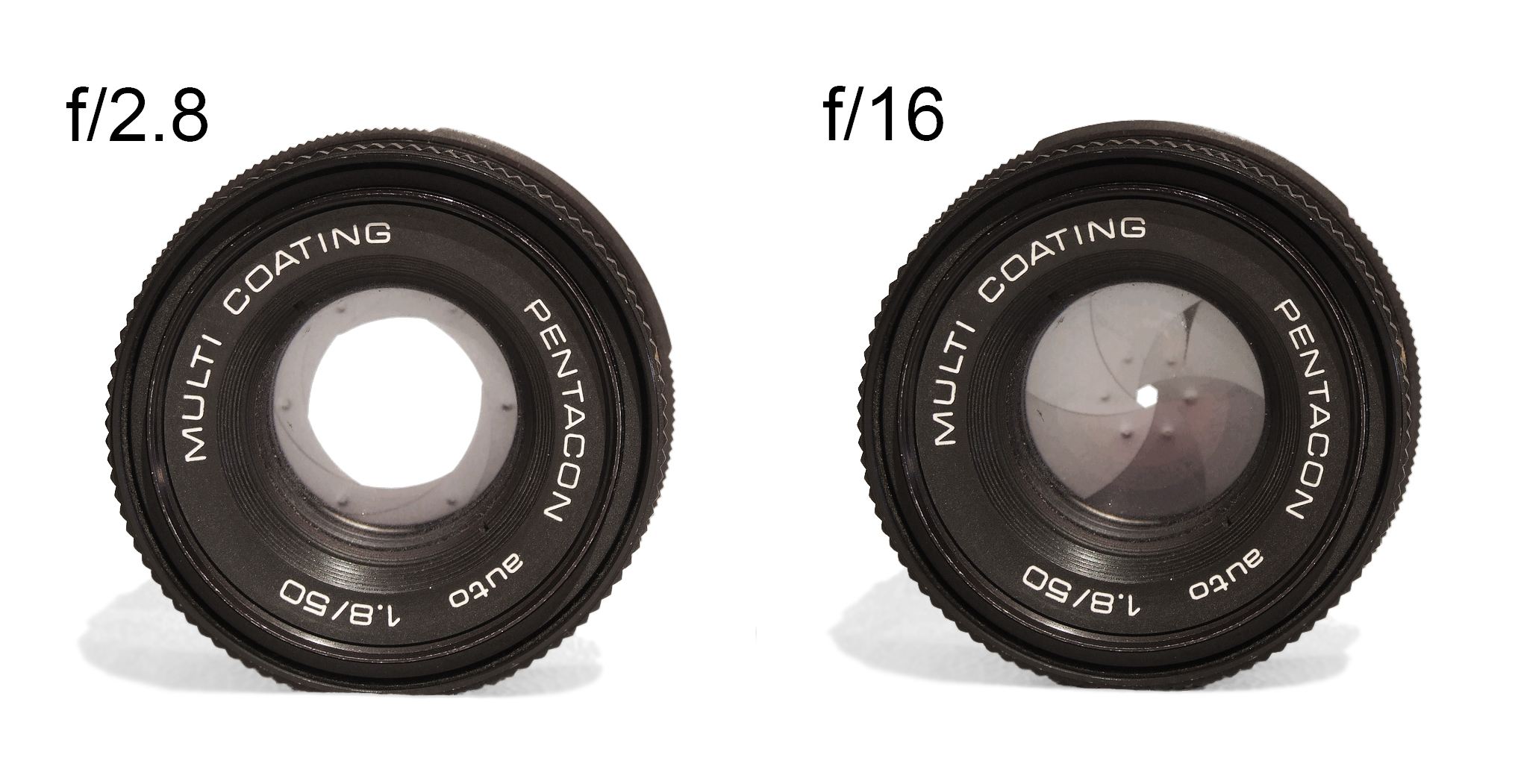
(1)조리개가 열린 상태 (2)조리개가 조여진 상태

조리개(라틴어: aperire, 개방)는 눈의 동공에 해당하는 사진기의 부품이며, 렌즈 가까이 위치하여 렌즈의 유효 직경을 변화시켜 주는 역할을 한다. 눈의 동공이 커지면 빛이 많이 들어오고, 동공이 작아지면 빛이 적게 들어오는 것처럼 조리개는 렌즈로 들어오는 빛의 양을 결정한다. 조리개의 열고 닫는 정도를 조리개 수치라 부르며 f로 표기한다.
보다 구체적으로, 입사동공은 조리개의 앞쪽 이미지로, 광학 시스템의 초점 거리와 함께 이미지 평면에서 초점으로 모이는 광선 묶음의 원뿔 각을 결정한다.
광학 시스템은 일반적으로 시스템에 들어오는 광선 다발을 제한하는 여러 개의 개구부 등 구조물을 갖고 있다. 이러한 구조는 유한한 크기의 렌즈나 거울, 혹은 광학 요소를 고정하는 링 또는 기타 고정 장치이거나, 광학 시스템에 들어오는 빛을 제한하기 위해 광로에 배치된 다이어프램(diaphragm)과 같은 특수 구조물일 수도 있다. 이러한 구조들은 일반적으로 "스톱(stop)"이라고 불리며, 조리개 스톱(aperture stop)은 광학 시스템이 수용하는 광선 원뿔을 주로 결정하는 스톱이다. 이는 이미지 지점에서 광선 원뿔 각과 밝기를 결정하기도 한다.
조리개 스톱은 일반적으로 물체의 위치에 따라 달라진다. 서로 다른 평면에 위치한 축은 서로 다른 조리개 스톱을 가질 수 있으며, 같은 물체 평면에 있는 서로 다른 측면 위치에 있는 물체 지점도 비네팅으로 인해 서로 다른 조리개 스톱을 가질 수 있다. 많은 광학 시스템은 설계된 작업 거리와 시야에 대해 단일 조리개 스톱을 가지도록 설계된다.
특히 사진학과 천문학에서 조리개라고 함은 조리개 스톱의 개구부 직경을 나타낸다. 예를 들어, 망원경에서는 조리개 스톱이 일반적으로 대물 렌즈 또는 거울의 가장자리, 또는 이를 고정하는 장치의 가장자리로 정의된다.
조리개 스톱이 반드시 시스템에서 가장 작은 스톱일 필요는 없다. 렌즈나 기타 광학 요소에 의한 확대 및 축소로 인해 상대적으로 큰 스톱이 시스템의 조리개 스톱 역할을 할 수 있다. 천체사진에서는 조리개가 cm 등으로 표현되거나 이를 초점 거리로 나눈 무차원 단위로 나타낼 수 있다. 일반 사진에서는 보통 비율로 나타낸다.

## 사진학에서
사진 렌즈의 조리개 스톱(aperture stop)은 필름이나 이미지 센서에 도달하는 빛의 양을 조절하기 위해 조정할 수 있다. 셔터 속도와 함께 조리개 크기를 조정하면 필름이나 이미지 센서의 빛 노출 정도를 조절할 수 있다. 일반적으로 빠른 셔터 속도는 충분한 빛 노출을 위해 더 큰 조리개를 요구하며, 느린 셔터 속도는 과도한 노출을 방지하기 위해 더 작은 조리개를 필요로 한다.

단계별 조리개 크기 감소(f값 증가)에 따라 조리개 면적이 감소하며, 각 단계마다 면적이 2배씩 줄어든다.

다이어프램(diaphragm)이라는 장치가 보통 조리개 스톱 역할을 하며 조리개(조리개 스톱의 개구부)를 제어한다. 이는 눈의 홍채와 비슷한 방식으로 작동하여 렌즈 개구부의 유효 직경(눈의 동공에 해당)을 조절한다. 조리개 크기를 줄이면(f값 증가), 센서에 도달하는 빛의 양을 감소시키며, 초점면에서 더 멀리 있거나 가까운 피사체가 초점이 맞는 것처럼 보이는 범위를 증가시킨다. 이를 "피사계 심도"라고 하며, 이미지 센서에 도달하는 빛의 원뿔 각을 제한함으로써 이루어진다. 일반적으로 조리개가 작아질수록(f값이 커질수록) 초점면에서 멀리 있는 피사체도 초점이 맞는 것처럼 보이는 범위가 증가한다.
렌즈 조리개는 보통 f값으로 지정되며, 이는 초점 거리와 입사동공 직경(렌즈 개구부의 유효 직경)의 비율을 나타낸다. 렌즈는 일반적으로 설정 가능한 "f-스톱"의 표시 세트를 가지고 있다. f값이 더 큰 조리개를 나타내며, 더 많은 빛이 필름이나 이미지 센서에 도달할 수 있다. 1 f-스톱이 바뀔 때 f수는 약 루트 2(1.41) 배 변경되는 것을 의미하며, 이는 조리개 직경의 루트 2 배 변화와 조리개 면적의 2배 변화에 해당한다. 따라서 빛의 강도도 2배로 변한다.
조리개 우선 모드는 카메라에서 사용하는 반자동 촬영 모드로, 사용자가 조리개 설정을 선택하면 카메라가 적정 노출을 위해 셔터 속도와 때로는 ISO 감도를 자동으로 결정한다. 이 모드는 A 모드, AV 모드(aperture-value mode), 또는 반자동 모드(semi-auto mode)라고도 불린다.
사진에서 사용되는 조리개의 일반적인 범위는 약 f/2.8 – f/22 or f/2 – f/16으로, 약 6단계의 (f-스톱)를 포함한다. 이 범위는 대략 두 스톱씩 나뉘어 다음과 같이 구분된다:
- 광각 조리개:  f/2 – f/4 또는  f/2.8 – f/5.6
- 중간 조리개: f/4 – f/8 또는 f/5.6 – f/11
- 좁은 조리개: f/8 – f/16 또는 f/11 – f/22

### 최대와 최소 조리개
렌즈의 사양에는 일반적으로 최대 및 최소 조리개(개구부) 크기가 포함된다. 예를 들어, f/0.95 – f/22와 같은 경우, f/0.95는 현재 실용적으로 사용 가능한 풀프레임 포맷에서 가장 넓은 조리개를 의미하며, f/22는 가장 작은 조리개를 나타낸다. 최대 조리개는 소비자가 렌즈를 볼 때 판단하는 기준이 되기도 하여 렌즈를 설명할 때 항상 중요하게 강조되는 값이다. 이 값은 렌즈의 "속도(speed)"라고도 불리며, 노출 시간에도 영향을 미친다. 조리개 면적은 렌즈나 광학 시스템이 받아들이는 빛의 양에 비례하며, 조리개 직경은 빛의 양의 제곱근에 비례한다. 따라서 조리개 직경은 요구되는 노출 시간의 제곱근에 반비례하며, 예를 들어 f/2 조리개는 f/4 조리개에 비해 노출 시간이 1/4이 된다. 이는 f/2의 조리개 면적이 f/4보다 4배 넓기 때문이다.

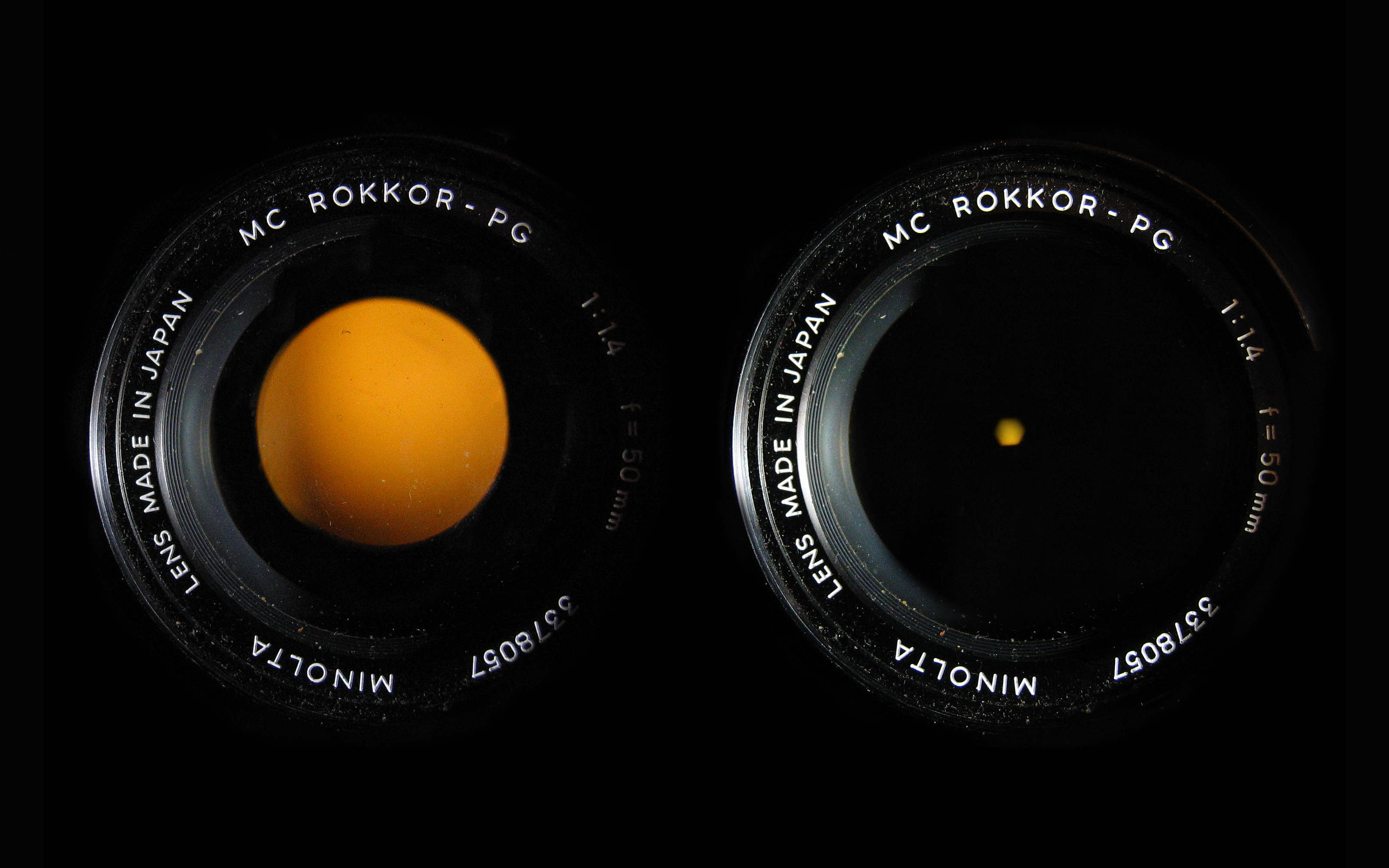
50mm Minolta 렌즈의 조리개 범위는 – 이다.

조리개가 f/2.8 이상으로 열리는 렌즈는 "빠른 렌즈"로 간주되었지만, 이 기준은 시간이 지나며 변화했다. 예를 들어, 20세기 초에는 f/6 이상의 조리개도 빠르다고 여겨졌다. 일반적으로 35mm 필름 포맷에서 생산되는 렌즈 중 가장 빠른 렌즈는 f/1.2 또는 f/1.4의 조리개를 가지며, f/1.8과 f/2.0이 일반적이고, f/2.8 또는 그 이상도 많이 사용된다. f/1.0은 드물지만 일부에서 사용되며, "빠른" 렌즈를 비교할 때 사용되는 이미지 포맷도 고려해야 한다. 작은 포맷(예: APS-C)용 렌즈는 대형 포맷 사진에 사용되는 렌즈보다 훨씬 작은 이미지 서클을 투사해야 하므로, 광학 요소가 더 작고 저렴하게 제작될 수 있다.
특수한 경우, f값이 1.0보다 작은 조리개를 가진 렌즈도 있다. 예를 들어, 현재의 Leica Noctilux-M 50mm ASPH와 1960년대의 Canon 50mm 레인지파인더 렌즈는 최대 조리개가 f/0.95이다. 2010년대 초부터는 Cosina Voigtländer의 f/0.95 Nokton(10.5–60mm 범위의 여러 모델)과 Micro Four-Thirds 시스템용 f/0.8(29mm) Super Nokton 수동 초점 렌즈와 같은 저렴한 대안이 등장했다. Venus Optics(Laowa)의 Argus 35mm f/0.95도 이에 속한다.
전문 영화 카메라용 렌즈는 f값이 f/0.75까지 작을 수 있다. 스탠리 큐브릭의 영화 배리 린든에는 NASA/Zeiss 50mm f/0.7 렌즈로 촬영된 장면이 있으며, 이는 영화 역사상 가장 빠른 렌즈로 기록되었다. 이러한 렌즈는 비용 문제 외에도 매우 얕은 심도(Depth of Field, DOF)로 인해 활용도가 제한적이다. 얕은 장면을 찍거나 멀리서 촬영하거나, 피사체가 크게 초점에서 벗어나게 되지만, 이러한 효과가 의도적으로 활용될 수도 있다.
줌 렌즈는 일반적으로 f/2.8에서 f/6.3까지의 최대 상대 조리개(최소 f값)를 가지며, 고급 렌즈는 줌 범위 전체에서 일정한 조리개(예:f/2.8 또는 f/4)를 유지한다. 반면, 일반적인 소비자용 줌 렌즈는 가변 최대 상대 조리개를 가지며, 이는 초점 거리에서 최대 상대 조리개를 비례적으로 유지하는 것이 더 어렵고 비용이 많이 들기 때문이다. f/3.5에서 f/5.6 의 가변 조리개 범위는 소비자용 줌 렌즈의 일반적인 예다.

반면 최소 조리개는 초점 거리에 의존하지 않으며, 조리개가 얼마나 좁게 닫히는지에 따라 제한된다. 최소 조리개는 일반적으로 실용성에 따라 선택된다. 매우 작은 조리개는 조리개 가장자리에서 회절이 일어나 선명도가 낮아지고, 추가적인 심도는 일반적으로 유용하지 않아 이점이 적다. 따라서 DSLR 렌즈는 일반적으로 f/16, f/22, f/32의 최소 조리개를 가지며, 대형 포맷은 f/64까지 가능하다. 접사 사진에서는 심도가 중요한 문제이므로 매우 작은 조리개가 사용되기도 한다. 예를 들어, Canon MP-E 65mm는 확대를 통한 효과를 통해 f/96까지 줄일 수 있다. Lensbaby의 크리에이티브 렌즈용 핀홀 옵틱은 f/177의 조리개를 가진다.

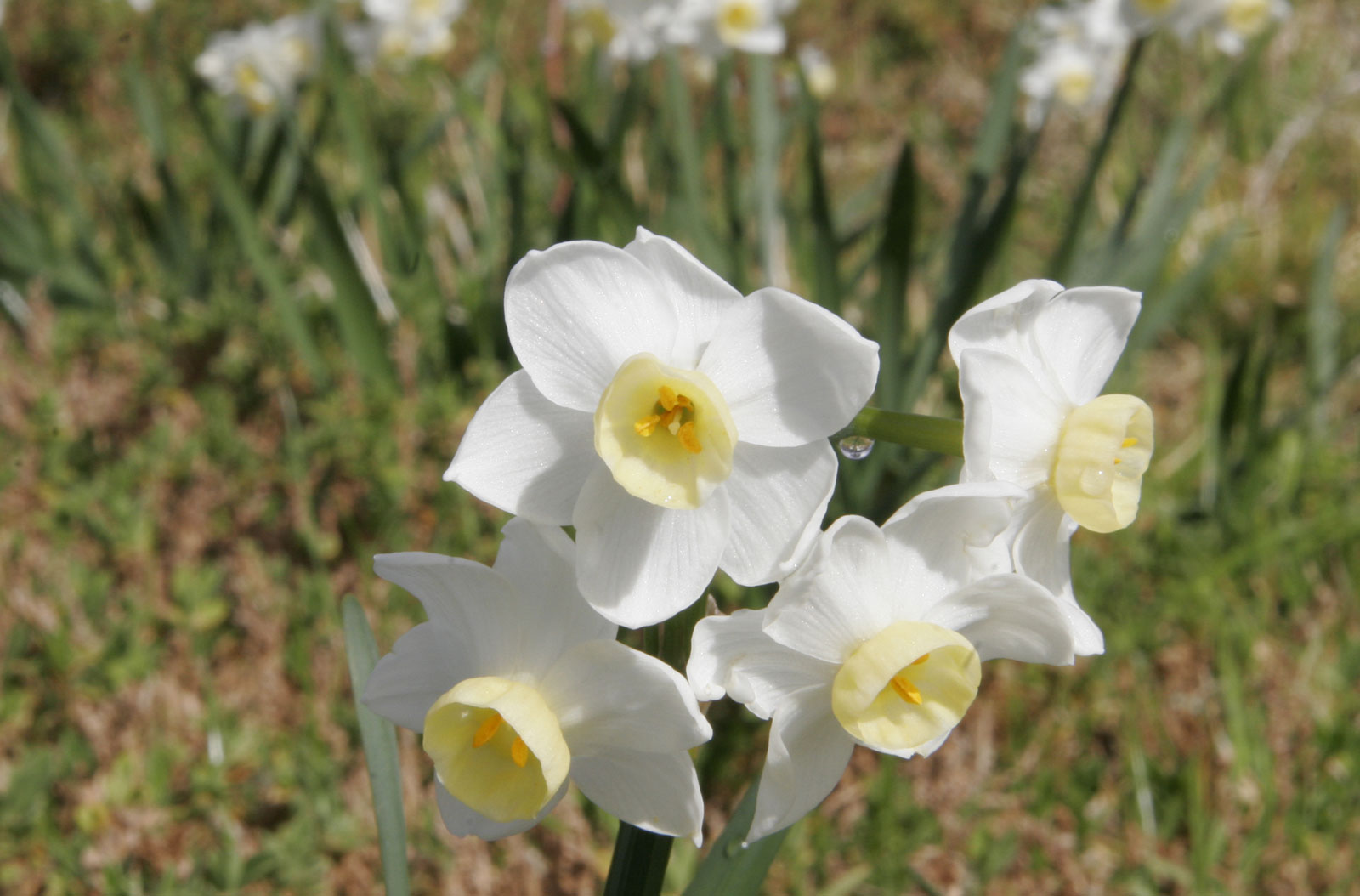
f/32 - 느린 셔터 속도에 좁은 조리개를 사용한 사진
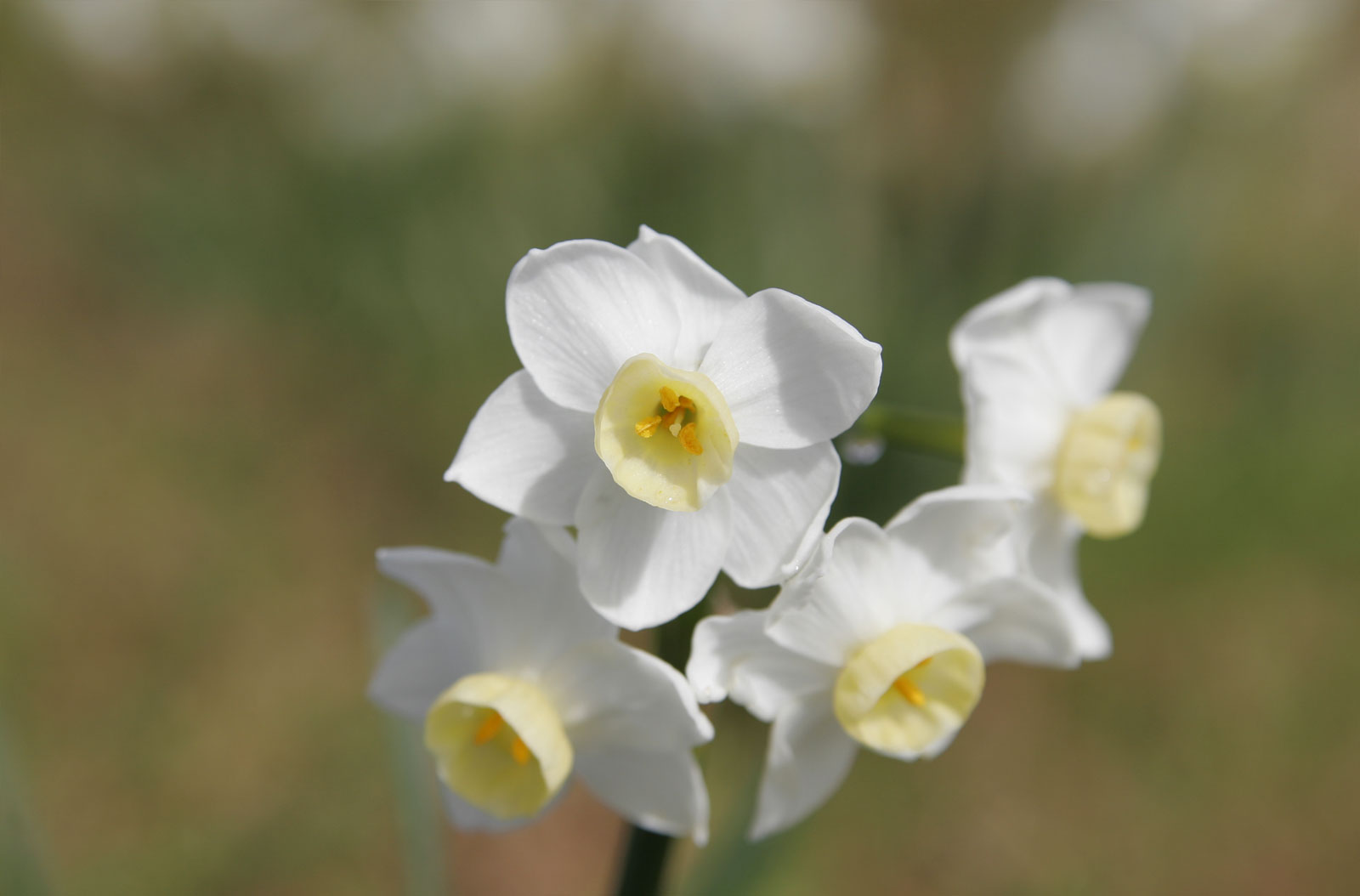
f/5.6 - 빠른 셔터 속도에 넓은 조리개를 사용한 사진
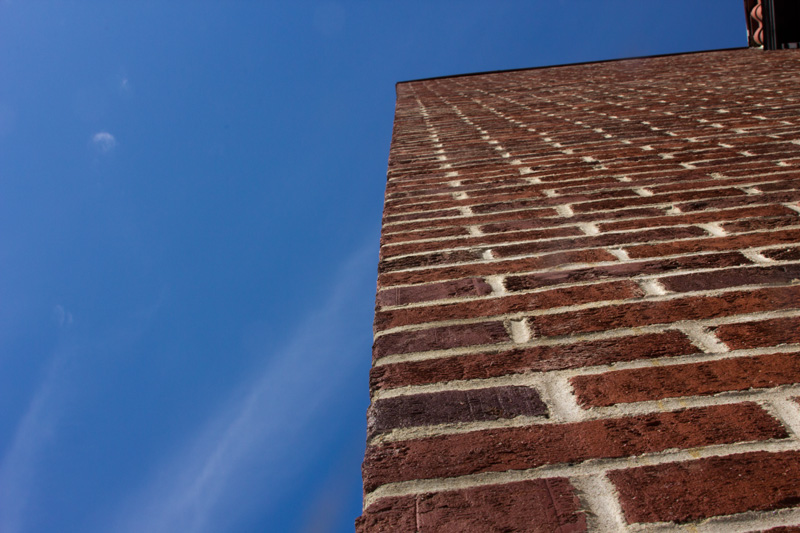
f/22 – 좁은 조리개에 늘니 셔터속도. (1/80초)
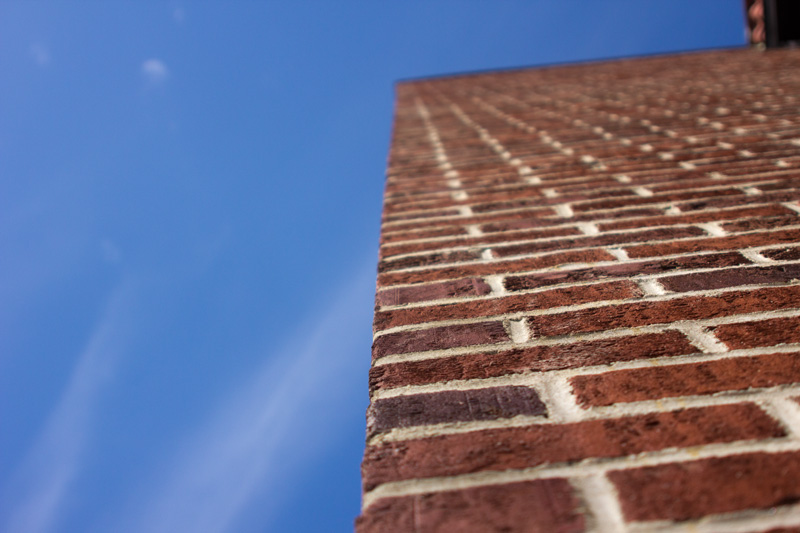
f/3.5 – 넓은 조리개에 빠른 셔터속도 (1/2500초)
f/256에서 f/1까지의 변화
0에서 무한대까지의 변화

## 조리개 기구
조리개에는 EE기구가 곁들여 있는 것이 보통이다. 여기에는 여러 가지 방식이 있는데 그 중에서도 렌즈 1개를 조절하는 방식이 가장 간단하며 흔히 쓰인다. 이것은 적당한 장소에 장치한 노출계로부터 들어오는 광전류(光電流)를 전류계로 받아서 그 지침 대신에 특별한 모양의 나팔을 가진 조리개 판을 회전시켜 렌즈에 장치한 조리개와 조합시켜 EE기구를 구성하고 있다.
이 경우 셔터 속도가 일정하기 때문에 기구는 스틸 카메라(still camera：정지사진을 찍는 보통 카메라)에 비하여 훨씬 간단해서 좋다.
촬영하면서 조리개를 서서히 조절하거나 렌즈 앞에 있는 2개의 편광(偏光) 필터를 직교(直交)하도록 회전시키면 화면이 차차 어두워지는 효과를 얻게 되며 이것을 페이드아웃(fadeout)이라고 부른다.
이것과 반대로 조절을 완전히 끝낸 조리개를 열거나 직교된 편광 필터를 평행으로 되돌리면 어두운 곳에서 차차 화면이 떠오르는 페이드인(fadein)이란 효과를 얻게 된다. 이러한 효과는 물론 EE기구를 떼어내고 얻을 수 있으며, 필름의 일부를 되감아서 이중으로 촬영할 수 있는 기구를 가진 카메라에서 사용되는 경우가 많다.필름의 화면수는 더블 에이트 방식으로는 1초간에 16화면, 슈퍼 에이트 방식으로는 1초간 18화면이 표준으로 되어 있다. 보통의 8밀리 카메라는 표준 화면수 외에 2∼3종의 화면수를 얻게 되며, 또 1화면 노출도 가능하다.

## 같이 보기
- 동공
- 셔터 속도
- 피사계 심도
- F 값

## 참고 문헌
- 한승희 (2016). 〈사진의 원리〉. 《사진측량 및 원격탐측개론》. 구미서관.